# Manuel Montoya Fernández
Manuel „Manolo“ Montoya Fernández (geboren am 10. Oktober 1959 in Barcelona; gestorben am 2. September 2024) war ein spanischer Handballtrainer.

## Leben
Montoya wurde am Col·legi Pare Manyanet ausgebildet und erwarb im Jahr 2010 am Institut Nacional d’Educació Física de Catalunya (INEFC) einen Doktortitel; seine Dissertation trägt den Titel Análisis de las finalizaciones de los jugadores extremo en balonmano. Am INEFC war er zudem von 2004 bis 2015 als Lehrkraft tätig.
Als Handballtrainer war er von 1992 bis 1997 bei Fraikin BM Granollers in Spaniens erster Liga, der Liga Asobal, tätig. Mit der Mannschaft aus Granollers gewann Montoya 1993 die Copa Asobal sowie in der Saison 1994/1995 und der Saison 1995/1996 den EHF-Pokal. Von 1997 bis 1998 trainierte er das Team von Pilotes Posada Academia Octavio ebenfalls in der Liga Asobal, anschließend von 1998 bis 2000 das Team von Club Handbol Adrianenc. Von 2002 bis 2007 war er erneut beim BM Granollers als Trainer tätig.
Von 2010 bis 2013 war er von der RFEBM als Assistenztrainer von Valero Rivera für die Spanische Männer-Handballnationalmannschaft engagiert. Die Mannschaft gewann unter Anleitung der beiden die Bronzemedaille für den 3. Platz bei der Weltmeisterschaft 2011 sowie die Goldmedaille für den 1. Platz bei der Weltmeisterschaft 2013.
Nach diesem Engagement wechselte er zusammen mit Rivera nach Katar und konnte mit der katarischen Nationalmannschaft bei der Weltmeisterschaft 2015 die Silbermedaille für den 2. Platz holen. Montoya blieb Assistenztrainer in Katar bis 2018.
Im September 2018 wurde er vom Handballverband Rumäniens für zwei Jahre als Cheftrainer der rumänischen Nationalauswahl verpflichtet, er wurde dort Nachfolger von Xavier Pascual. Nachdem das rumänische Team in der Qualifikation zur Europameisterschaft 2020 scheiterte, wurde Montoya im September 2019 als Trainer entlassen.
Der Verband des Iran verpflichtete Montoya im Juli 2021 als Cheftrainer der iranischen Nationalmannschaft, mit der er im Januar 2022 bei der Asienmeisterschaft 2022 den vierten Platz belegte, was die Qualifikation für die Teilnahme an der Weltmeisterschaft 2023 bedeutete. Er beendete seine Tätigkeit für den iranischen Verband unmittelbar nach der Asienmeisterschaft.
Montoya übernahm danach keine weiteren Tätigkeiten mehr im Handballsport.
Er starb am 2. September 2024 im Alter von 64 Jahren an den Folgen einer Krebserkrankung.

## Werk (Auswahl)
Montoya veröffentlichte in seiner Zeit als Lehrkraft Werke zum Handballsport.
- Comparative Analysis of the Offensive Phase between the Medalist Teams at Men’s Handball Championships in Europe and Asia., 2015, Apunts. Educación Física y Deportes 122, S. 7–20.